# Potok Zagórski (dopływ Dunajca)
Potok Zagórski, Wygon – potok, prawy dopływ Dunajca.
Zlewnia potoku znajduje się na południowych zboczach masywu Dzwonkówki w Beskidzie Sądeckim w granicach Krościenka nad Dunajcem w województwie małopolskim, w powiecie nowotarskim. Jego źródło położone jest na wysokości około 700 m w dolince między zachodnim i południowo-wschodnim grzbietem Gronia. Spływa początkowo w kierunku południowym, niżej zakręcając na południowy zachód. Orograficznie prawe zbocza jego doliny tworzy zachodni grzbiet Gronia (803 m) z Górą Stajkową (706 m), lewe południowo-wschodni grzbiet Gronia z wierzchołkami Jaworzyca, Babia Góra, Juraszowa Góra. W należącym do Krościenka nad Dunajcem osiedlu Juraszowa uchodzi do Dunajca na wysokości ok. 417 m.
Większa część zlewni Potoku Zagórskiego to porośnięte lasem obszary Dzwonkówki, jedynie w dolnym biegu płynie na krótkim odcinku przez zabudowane i bezleśne obszary Krościenka. Znajduje się tutaj w jego korycie wysoka tama i basen kąpielowy.
W dolnej części doliny Potoku Zagórskiego, tuż przy jego korycie, znajdują się dwa źródła silnie zmineralizowanej wody „Stefan i Michalina”.